# Aversa
Aversa là một đô thị và cộng đồng (comune) ở tỉnh Caserta trong vùng Campania miền nam nước Ý.
Đô thị Aversa có diện tích 8,7 ki lô mét vuông, dân số thời điểm năm 31 tháng 9 năm 2010 là 51.591 người.
Đô thị này có các đơn vị dân cư (frazioni) sau:
Các đô thị giáp ranh: 
Aversa có cự ly khoảng 15 km (9 dặm) về phía bắc của Napoli. Đây là trung tâm của một huyện nông nghiệp, sản xuất rượu vang và pho mát. Aversa cũng có khoa Kiến trúc và Kỹ thuật của đại học Università Seconda Degli studi di Napoli.